# Christophe Rauck
Christophe Rauck (né en 1963) est un homme de théâtre, metteur en scène et directeur de théâtre français.

## Biographie
Christophe Rauck suit d'abord une formation de comédien. En 1991, il intègre la troupe du Théâtre du Soleil d'Ariane Mnouchkine, période durant laquelle il joue dans Les Atrides ainsi que dans la pièce d’Hélène Cixous, La Ville parjure ou le Réveil des Erinyes. Puis il travaille encore en tant que comédien, sous la direction de Silviu Purcarete, dans Orestie.
En 1995, il crée la « Compagnie Terrain vague (titre-provisoire) ». L'année suivante, la première création de la compagnie, Le Cercle de craie caucasien de Bertolt Brecht, pièce interprétée par une équipe de comédiens dont la plupart ont été formés par Ariane Mnouchkine, est jouée au Théâtre du Soleil à la Cartoucherie de Vincennes. La pièce sera reprise en tournée, accueillie dans de nombreuses salles de spectacles, dont le Berliner Ensemble en 1998, à l'occasion de la célébration du centenaire de la naissance de Brecht.
En 1998-1999, Christophe Rauck séjourne à Saint-Pétersbourg où il suit un stage de mise en scène avec Lev Dodine.
De 2003 jusqu'au début 2006, il dirige le Théâtre du Peuple de Bussang, théâtre dans la nature fondé au XIXe siècle par Maurice Pottecher.
En 2007, il met en scène Le Mariage de Figaro de Beaumarchais à la Comédie-Française,.
Il prend en janvier 2008 la direction d'un centre dramatique national, le théâtre Gérard-Philipe  de Saint-Denis (Seine-Saint-Denis), où il succède à Alain Ollivier,.
Il anime également divers ateliers, entre autres au Conservatoire national supérieur d'art dramatique, au Théâtre national de Strasbourg (TNS) et à l'École supérieure d'art dramatique de Paris.
En juin 2013, il est nommé directeur du Théâtre du Nord et de l'école rattachée, l'École professionnelle supérieure d'art dramatique (EPSAD), à Lille, prenant ainsi la suite de Stuart Seide, à partir du 1er janvier 2014. En 2017, il crée à Moscou Amphitryon de Molière, avec huit anciens élèves de Piotr Fomenko et les élèves comédiens de l'École du Nord présentent Les Démons d'après Dostoïevski.
En 2020, Christophe Rauck prend la direction du théâtre des Amandiers à Nanterre,.

## Comédien
- 1986 : On ne meurt pas au 34 de Philippe David, mise en scène Nicolas Bataille et Jacques Legré, Paris, Théâtre de la Huchette.

## Mises en scène

### Théâtre
- 1996 : Le Cercle de craie caucasien de Bertolt Brecht, Théâtre du Soleil, et en tournée en 1997-1998, notamment au Berliner Ensemble (Berlin)
- 1997 : Comme il vous plaira de Shakespeare, Choisy-le-Roi, Théâtre Paul Éluard
- 1999 : La Nuit des rois de Shakespeare, Théâtre de Louviers-Évreux (scène nationale)
- 2000 : Le Théâtre ambulant Chopalovitch de Ljubomir Simović, Bussang, Théâtre du Peuple
- 2001 : Le Rire des asticots d'après Pierre Henri Cami, Nouveau théâtre d'Angers (centre dramatique national), et en tournée en 2001-2002
- 2002 : L'Affaire de la rue de Lourcine d'Eugène Labiche, Lausanne, Théâtre de Vidy
- 2003 : Le Dragon de Evgueni Schwartz, Bussang, Théâtre du Peuple[10] ; reprise à Paris, théâtre de la Cité internationale ; tournée en 2005-2006
- 2004 : La Vie de Galilée de Bertolt Brecht, Bussang, Théâtre du Peuple[11]
- 2005 : Le Revizor de Nicolas Gogol, Bussang, Théâtre du Peuple ; reprise en 2006, Paris, Théâtre de la Cité internationale[12]
- 2006 : Getting Attention de Martin Crimp, Lausanne, Théâtre de Vidy ; Paris, Théâtre de la Ville-Théâtre des Abbesses
- 2007 : L'Araignée de l’éternel, d'après des textes et chansons de Claude Nougaro, Paris, Théâtre de la Ville ; en tournée en 2008[13],[14] (spectacle nommé dans la catégorie Molière du spectacle musical lors des Molières 2009).
- 2007 : Le Mariage de Figaro de Beaumarchais, Paris, Comédie-Française
- 2009 : Cœur ardent d'Alexandre Ostrovski, Saint-Denis, théâtre Gérard-Philipe[15],[16]
- 2011 : Têtes rondes et Têtes pointues de Bertolt Brecht, Saint-Denis, Théâtre Gérard-Philipe
- 2012 : Cassé de Rémi De Vos, Saint-Denis, Théâtre Gérard-Philipe[17]
- 2012 : Les Serments indiscrets de Marivaux, Saint-Denis, Théâtre Gérard-Philipe[18]
- 2014 : Phèdre de Racine, Saint-Denis, Théâtre Gérard-Philipe[19]
- 2016 : Figaro divorce de Ödön von Horvath, Lille, Théâtre du Nord[20]
- 2017 : Amphitryon de Molière, Saint-Denis, Théâtre Gérard-Philipe
- 2018 : Comme il vous plaira de Shakespeare, Lille, Théâtre du Nord[21]
- 2018 : Le Pays lointain (un arrangement), adaptation d’après Jean-Luc Lagarce, Festival d'Avignon[22]
- 2020 : La Faculté des rêves de Sara Stridsberg, Lille, Théâtre du Nord[23],[24] ; reprise en 2022 à Nanterre, Théâtre des Amandiers[25].
- 2021 : Dissection d’une chute de neige de Sara Stridsberg, Nanterre, théâtre des Amandiers[26]
- 2022 : Richard II de William Shakespeare, Festival d'Avignon[27]
- 2025 : Anatomie d'un suicide d'Alice Birch, Théâtre Nanterre-Amandiers[28].

### Opéra
- 2010 : Le Couronnement de Poppée de Claudio Monteverdi, Saint-Denis, théâtre Gérard-Philipe[29].
- 2013 : Le Retour d’Ulysse dans sa patrie de Claudio Monteverdi, Saint-Denis, théâtre Gérard-Philipe[30].

## Distinctions

### Récompenses
- 2013 : prix du Syndicat de la critique pour la mise en scène des Serments indiscrets de Marivaux au théâtre Gérard-Philipe[31].

### Nominations
- Molières 2024 : Molière du metteur en scène d'un spectacle de théâtre public pour Richard II